# 카브레로 (칠레)
카브레로(스페인어: Cabrero)는 칠레 비오비오주 비오비오현의 코무나이다.